# Severin von Köln

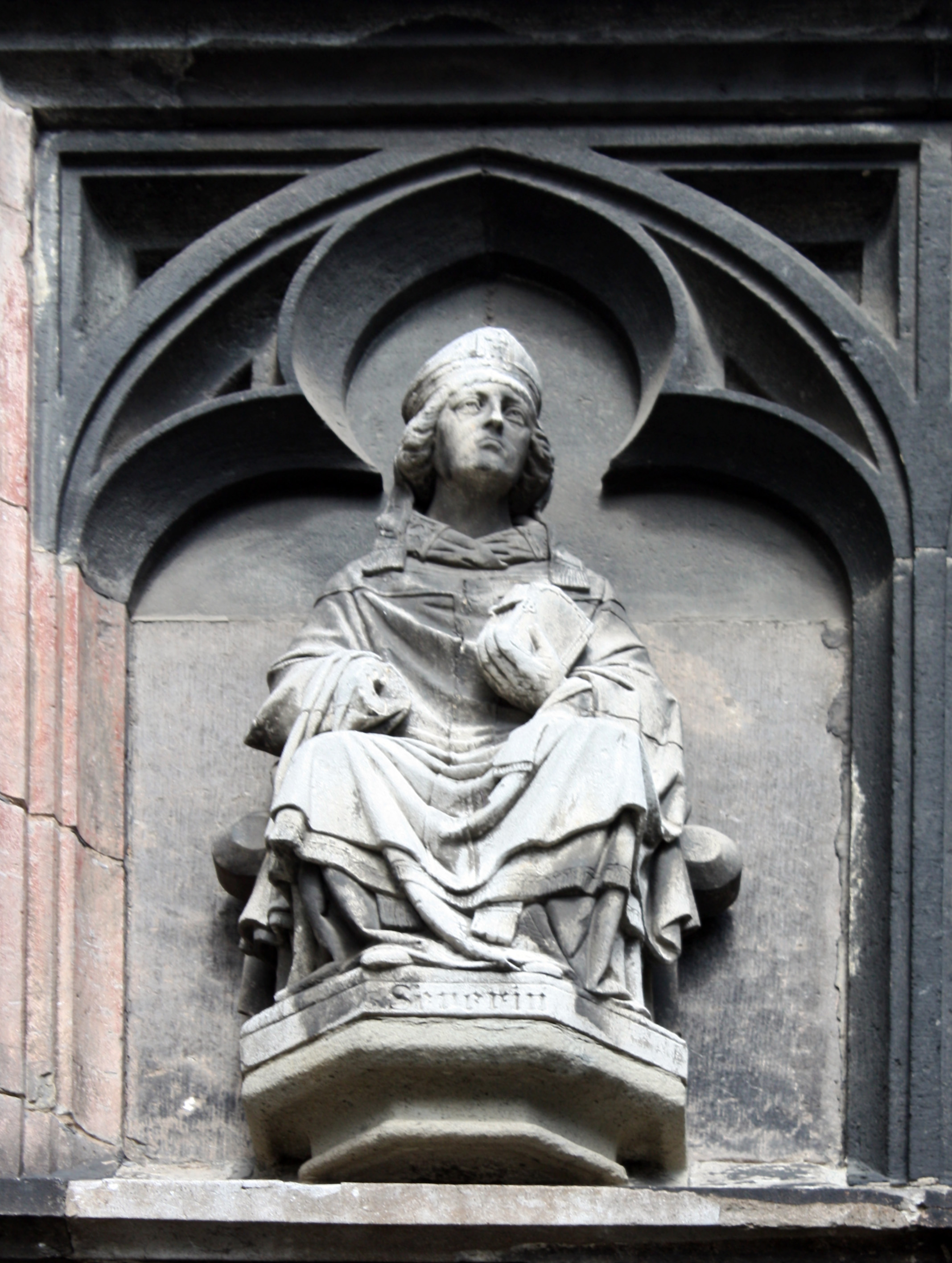
Bildnis des heiligen Severin über dem Hauptportal der Basilika St. Severin in Köln

Der heilige Severin war der dritte bekannte Bischof von Köln.

## Leben
Im Jahr 376 soll er in Köln ein Monasterium zu Ehren der Märtyrer Cornelius und Cyprianus geweiht haben. Hieraus entstand das spätere Stift St. Severin.
Im Jahr 397 soll er Gregor von Tours zufolge in der Todesstunde des heiligen Bischofs Martin von Tours, mit dem er befreundet war, den himmlischen Chorgesang der Engel vernommen haben. Diese Legende könnte darauf hindeuten, dass der heilige Severin ähnlich sozial-karitativ engagiert war wie der heilige Martin.
Der Vita Severini des späten 9. oder 10. Jahrhunderts zufolge habe Severin längere Zeit in Bordeaux gewirkt und sei dort verstorben; sein Leichnam sei später nach Köln überführt worden: Jedoch dürfte diese Nachricht auf eine Verwechslung mit dem gleichnamigen Bischof von Bordeaux zurückgehen.
Severins Bestattung auf einem Gräberfeld südlich von Köln kann ebenso wenig archäologisch nachgewiesen werden wie der Zeitpunkt der Entstehung einer Coemeterialbasilika bei seinem Grab. Die Gründung des Severinsstifts an dieser Stelle dürfte dem 8. Jahrhundert zuzuweisen sein. Severins Gebeine sind heute in einem kunstvollen Goldschrein im Chorraum der Kirche St. Severin in Köln aufbewahrt. Eine Öffnung des neuen Severinschreines von 1819 im Jahre 1999 bestätigte die urkundlich bezeugte Umbettung der Gebeine durch Bischof Wichfried von Köln (924–953), indem man den alten inneren Holzschrein nach jüngsten dendrochronologischen Untersuchungen auf das Jahr um 948 datieren konnte. Außerdem fiel der Fund eines alten Stoffes von wohl byzantinischer Herkunft auf, mit dem der Holzkasten von innen ausgekleidet war.

## Attribute

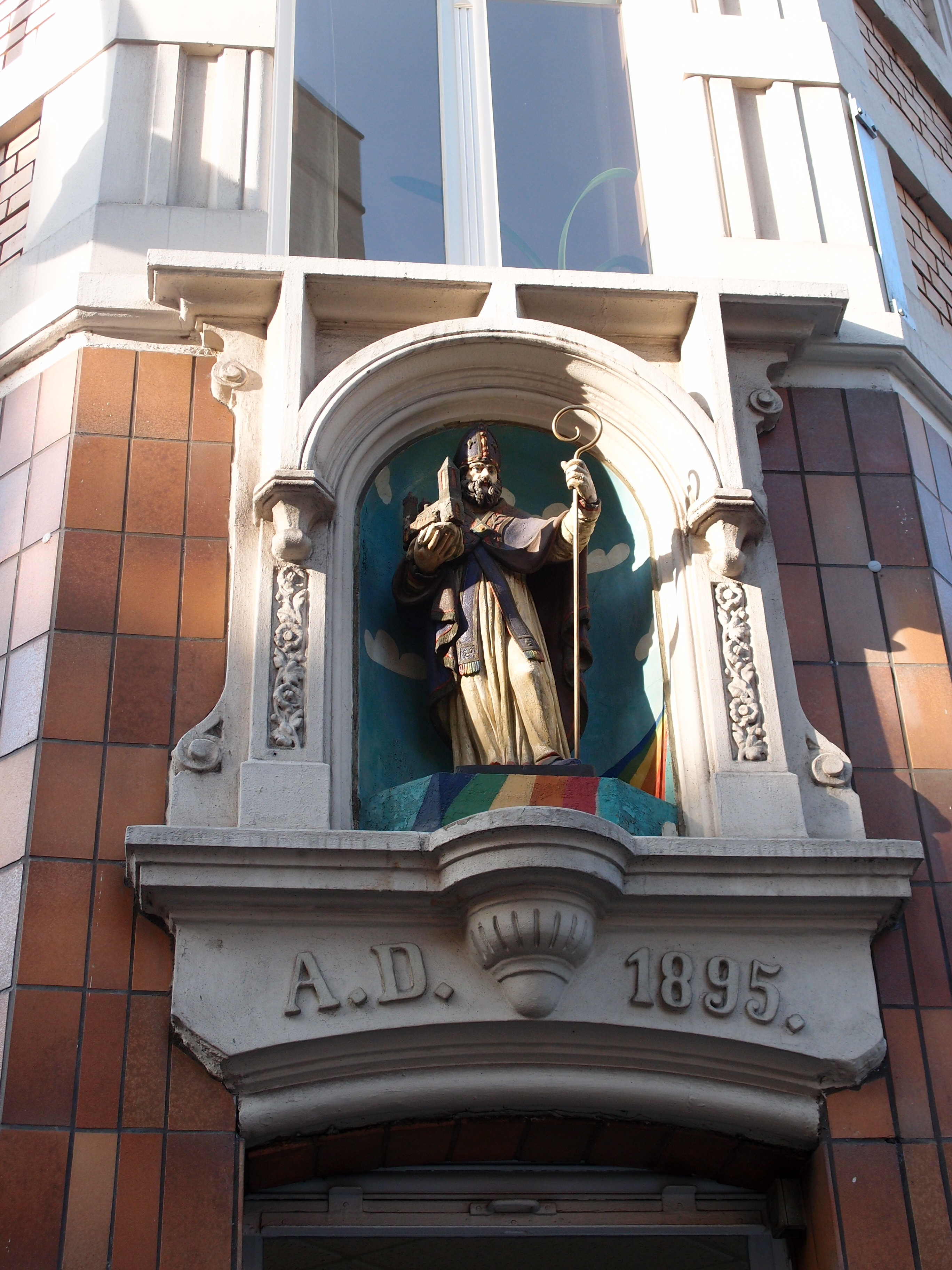
Statue des heiligen Severin in der Kölner Severinstraße

Zu den Attributen des Heiligen zählen der Bischofsstab und die Mitra. Oftmals hält er auf Darstellungen die Kirche St. Severin in der rechten Hand.

## Patronate und Ehrungen
Der Heilige ist Schutzpatron der Stadt Köln sowie der Weber. Er wird bei Trockenheit für Regen angerufen. Zudem soll er bei Unglück helfen.
Im Rahmen der Neukonzeption des Skulpturenprogramms des Kölner Rathausturms in den 1980er Jahren wurde Severin durch eine Figur von Walter Hutz im vierten Obergeschoss auf der Ostseite des Turms geehrt.

## Gedenktag
Sein katholischer Gedenktag ist der 23. Oktober. Es handelt sich dabei um einen gebotenen Gedenktag in Köln nach dem Allgemeinen Römischen Kalender. Sein orthodoxer Gedenktag ist der 8. Januar.

## Bauernregel
Die dem Namenstag entsprechende Bauernregel lautet:
- Wenn’s Sankt Severin gefällt, so bringt er mit die erste Kält’. (23. Oktober)